# Ludwig Người Đức
Ludovicus Germanicus (khoảng 810 – 28 tháng 8 876), là cháu nội của Charlemagne và là người con thứ ba của vua Franken tiếp nối Louis Mộ Đạo và vợ đầu của ông, Ermengarde xứ Hesbaye.
Tên ông nhận được thêm chữ 'Germanicus' sau khi ông ta chết để công nhận là hầu hết các lãnh thổ của ông thuộc vùng Germania trước đó. Tên đệm der Deutsche chỉ bắt đầu từ thế kỷ 18, khi người Đức bắt đầu có ý thức quốc gia.
Ludwig Người Đức được phong làm vua của Bayern vào năm 817 theo truyền thống của hoàng đế Charlemagne phong cho các thành viên trong gia đình cai quản các vùng địa phương. Ông cai trị ở Regensburg, thủ phủ cũ của Bayern. Khi cha ông, Louis Mộ Đạo, chết 840, xảy ra một cuộc chiến tranh giữa Charles Hói và ông chống lại hoàng đế kiêu ngạo mới Lothar, mà kết thúc qua hiệp ước Verdun, theo đó ông được phong làm vua Đông Frank, một lãnh thổ mà trải dài từ vùng đồng bằng sông Elbe ở Jutland theo hướng đông nam tới rừng Thüringerwald rồi kéo dài tới cả Bayern.

## Tiểu sử

### Thời niên thiếu
Ludwig là con trai thứ ba. Ngoài ra cha ông với người vợ đầu còn có hai người con trai, Lothar I và Pepin Lùn, cũng như 2 người con gái, Rotrud và Hildegard. Thở nhỏ Ludwig sống ở cung điện của cha ông ở Aquitanien. Ông ưa thích vũ khí, và có khả năng giao tiếp với mọi người, nhờ vậy mà sau này tránh được xung đột với các con trai sau này. Ngoài ra ông rất sùng đạo và tôn kính những nhà tu cũng như thích tìm hiểu những vấn đề thần học.
Vào năm 814 Louis Mộ Đạo phong tước tiểu vương cho 2 người con lớn Lothar và Pippin ở Baiern và Aquitanien. Ludwig Người Đức là đứa con trai út ở lại với cha. Theo quy luật Ordinatio imperii Louis Mộ Đạo 817 chia lãnh thổ cho các người con. Lothar I. là đứa con cả được phần lãnh thổ lớn nhất, Ludwig trẻ nhất chỉ được Aquitanien và Baiern. Ngoài ra ông còn được thêm Kärnten và Bohemia và các vùng biên giới ở phía Đông. Tuy nhiên ông không được cai trị độc lập, mà phải tường thuật cho anh cả. Nếu không được phép của Lothar thì ông không được gây chiến tranh lẫn giảng hòa. Về vấn đề nội bộ thì ông có quyền lựa chọn người cho các chức vụ tôn giáo và hành chính. Ludwig từ năm 814 vẫn ở tại cung điện của cha ở Aachen. 824 ông tham dự cuộc chiến ở Bretagne.
Mãi đến 826 Ludwig lần đầu tiên mới về tiểu vương quốc Baiern của mình. 827 ông làm hôn thú với Hemma thuộc dòng họ nhà Welfen một người em gái của nữ hoàng Judith, mẹ ghẻ của ông.